# Світсер (Індіана)
Світсер (англ. Sweetser) — місто (англ. town) в США, в окрузі Грант штату Індіана. Населення — 1075 осіб (2020).

## Географія
Світсер розташований за координатами 40°34′7″ пн. ш. 85°45′55″ зх. д. / 40.56861° пн. ш. 85.76528° зх. д. (40.568653, -85.765327).  За даними Бюро перепису населення США в 2010 році місто мало площу 2,64 км², з яких 2,63 км² — суходіл та 0,01 км² — водойми.

## Демографія
Згідно з переписом 2010 року, у місті мешкало 1229 осіб у 494 домогосподарствах у складі 364 родин. Густота населення становила 466 осіб/км².  Було 532 помешкання (202/км²).
Расовий склад населення:
| - 95,2 % — білих - 0,7 % — корінних американців - 0,4 % — чорних або афроамериканців - 0,3 % — азіатів - 2,0 % — осіб інших рас |

До двох чи більше рас належало 1,5 %. Частка іспаномовних становила 4,5 % від усіх жителів.
За віковим діапазоном населення розподілялося таким чином: 25,3 % — особи молодші 18 років, 58,6 % — особи у віці 18—64 років, 16,1 % — особи у віці 65 років та старші. Медіана віку мешканця становила 40,5 року. На 100 осіб жіночої статі у місті припадало 91,1 чоловіків;  на 100 жінок у віці від 18 років та старших — 88,5 чоловіків також старших 18 років.
Середній дохід на одне домашнє господарство  становив 55 976 доларів США (медіана — 53 485), а середній дохід на одну сім'ю — 63 527 доларів (медіана — 55 800). Медіана доходів становила 53 036 доларів для чоловіків та 33 900 доларів для жінок. За межею бідності перебувало 12,4 % осіб, у тому числі 19,9 % дітей у віці до 18 років та 6,4 % осіб у віці 65 років та старших.
Цивільне працевлаштоване населення становило 529 осіб. Основні галузі зайнятості: освіта, охорона здоров'я та соціальна допомога — 33,3 %, виробництво — 19,3 %, фінанси, страхування та нерухомість — 8,1 %, науковці, спеціалісти, менеджери — 7,6 %.